# ロータス・33
ロータス 33（英:Lotus 33）はチーム・ロータスが1964年に開発・製造したフォーミュラ1カーである。25の後継機としてF1世界選手権で活躍し、1965年のF1世界選手権でロータスとジム・クラークにタイトルをもたらした。

## メカニズム
33は、F1で初めてモノコックフレームを採用し、モダンF1のパイオニアとされる25の改良型で、コーリン・チャップマン指揮、レン・テリー設計により開発された。25と比較してモノコックの設計が改善され、強度も向上していた。また4バルブ化されたコヴェントリー・クライマックス・FWMVエンジンの搭載の為ホイールベースが延長された。ダンロップが1964年シーズンから本格的に供給を開始した13インチのワイドトレッドタイヤのR6に対応したサスペンションが用意された他、トランスミッション、ドライブシャフトなどにも改良が施された。

## 戦績

### 1964年
33として最初に完成したR8は、4月18日開催のノンタイトル戦 エイントリー200でジム・クラークによりデビューしたが、レースアクシデントで損傷したため、修復に回されることになった。R8は7月14日開催のノンタイトル戦 ソリチュードグランプリで復帰し、クラークによりポールポジション・ファステストラップ・優勝のハットトリックを達成した。その後R9が8月の第6戦 ドイツGPでクラークにより選手権にデビューしたが、エンジンの不調によりリタイアに終わった。ここまでクラークはドライバーズ・タイトル争いでトップに立っていたが、BRMのグラハム・ヒルに抜かれて2ポイント差の2位に後退した。
第7戦 オーストリアGPは飛行場を使用する特設サーキットで行われたが、荒れた路面が原因でサスペンショントラブルを起こすマシンが続発した。ランキング上位勢は総崩れの状態となり、クラークもドライブシャフトのトラブルでリタイアに終わった。続く第8戦 イタリアGPもエンジントラブルでリタイア。第9戦 アメリカGPでは、エンジントラブルでレース中セカンドドライバーのマイク・スペンスのマシンに乗り換えたが7位に終わった。
1964年の最終戦はメキシコで開催された。クラークはここまで4戦連続でポイントを獲得できていないが、クラークが優勝しランキングトップのヒルがノーポイントで終われば、まだタイトル獲得の可能性が残されていた。
決勝では、ヒルがレース序盤に他車に追突されポイント圏外に脱落し、トップを走行するクラークの逆転でのタイトル獲得が濃厚な状況となっていたが、65周レースの64周目、クラークのマシンにメカニカルトラブルが発生し後退。替わって3位走行中で、ランキング2位のフェラーリのジョン・サーティースにチャンピオン獲得のチャンスが回ってきた。フェラーリは最終周、2位につけていたロレンツォ・バンディーニにチームオーダーを出し、替わって2位に繰り上がったサーティースが逆転でタイトルを獲得。クラークは残り2周でドライバーズ・タイトル連覇を逃すことになった。

### 1965年

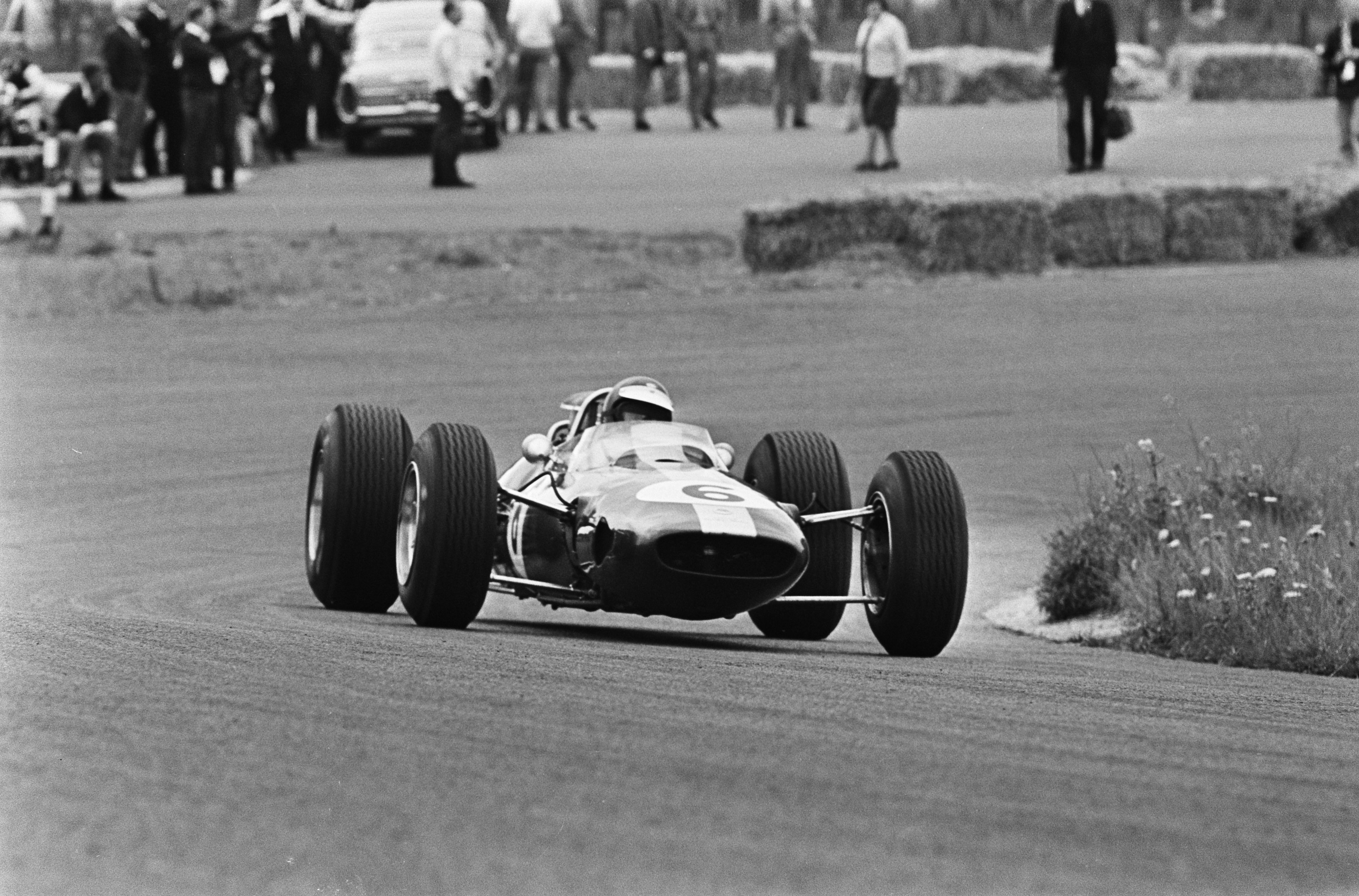
1965年オランダGPでの33とクラーク

1965年シーズンの33は、ホイールのリム幅がフロントを8インチ、リアは10インチに拡大され、トレッド幅もフロント1384 mm、リア1435 mmにモディファイされた。FWMVエンジンの出力は4バルブ仕様が214ps、2バルブ仕様は206psとなっていた。
1965年のF1世界選手権はロータスとクラークが支配した1年だった。開幕戦 南アフリカGPで33のニューシャシーR10がデビューし、クラークはこのR10でグランドスラムを達成した。クラークは第2戦 モナコGPはインディ500参戦の為欠場し、第3戦 ベルギーGPではハットトリックでシーズン2勝目をあげた。クラークはスパ4連覇を記録した。第4戦 フランスGPを25でシーズン2度目のグランドスラムを達成した後の第5戦イギリスGPはポールスタートからメカニカルトラブルでヒルに迫られながらも優勝。。続く第6戦 オランダGPにも勝利し、クラークは参戦したGPで5連勝を記録した。ドイツGPもグランドスラムで優勝し、早くもドライバーズ・タイトルを確定させた。
その後クラークは第8戦 イタリアGP、第9戦 アメリカGPはリタイアに終わった。最終戦メキシコGPもリタイアしたが、セカンドドライバーのマイク・スペンスが3位でゴールした。

### 1966年

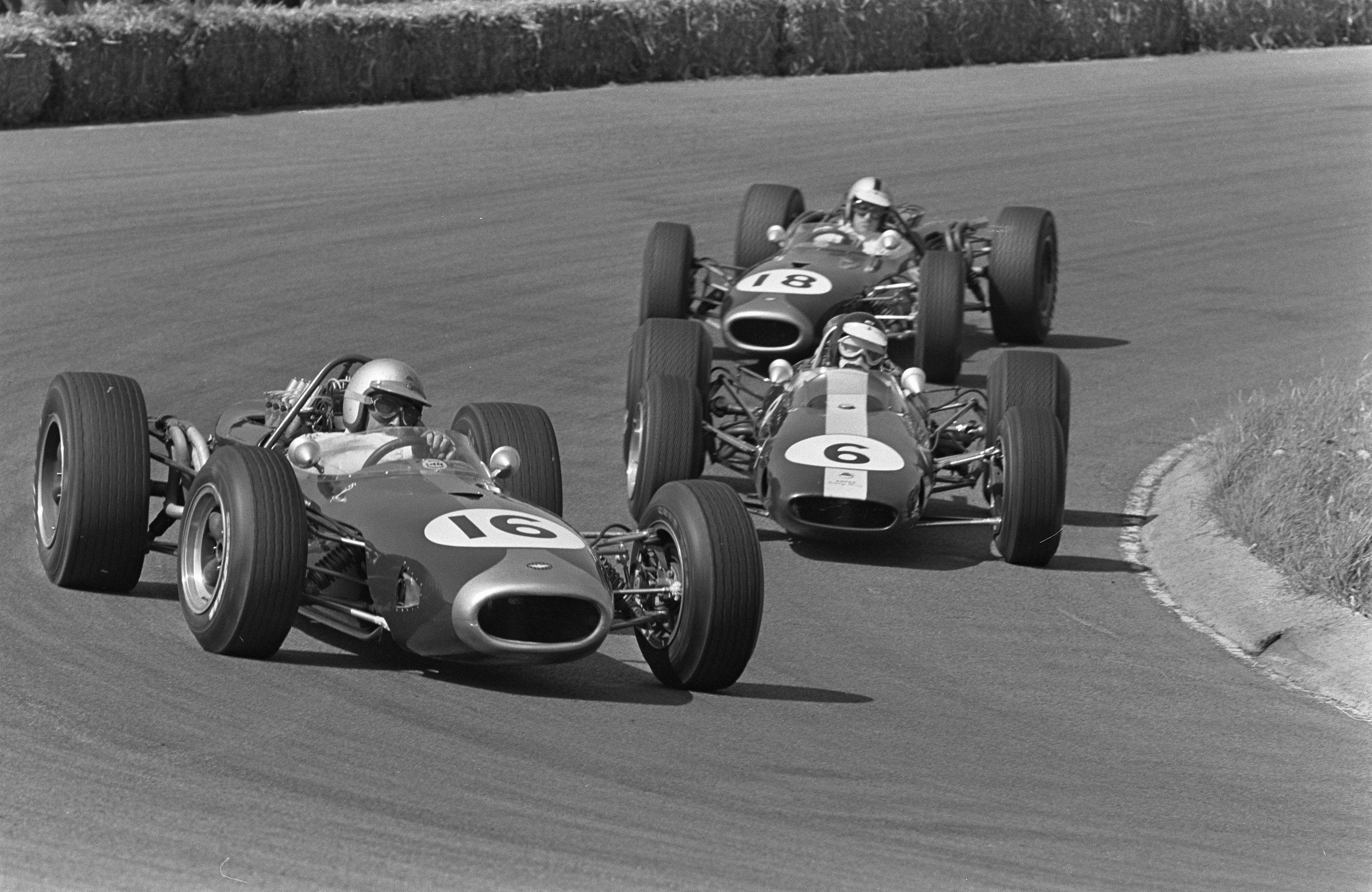
1966年のオランダGPで、3リッターエンジン搭載のブラバム勢と競り合うクラークの33

1966年から、F1はエンジン排気量が3リッターに拡大された。ロータスはクライマックスがF1エンジンの製造から撤退したため、BRM H16エンジン搭載のニューマシン43の登場まで、2リッター仕様のFWMVを搭載した33でシーズンを戦うことになった。R16シャシーを使用するクラークはオランダGPで3位でゴールし、モナコGPとドイツGPでポールポジションを獲得するなど奮闘したが、ドライバーズ・ランキングは6位に終わった。

### 1967年
ロータスが33を使用した最後のレースとなったモナコGPではFWMVエンジンを使用するクラークはリタイアに終わったが、BRMの2リッターV8搭載の33をドライブしたグラハム・ヒルが2位でゴールした。